# 手塚岸衛

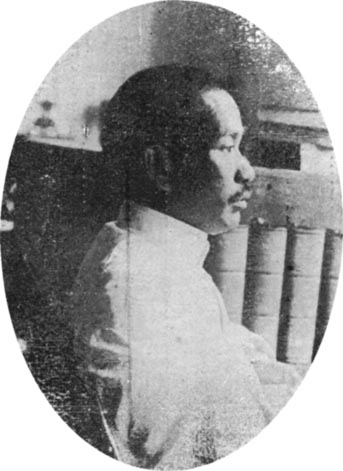
手塚岸衛

手塚 岸衛（てづか きしえ、1880年7月13日 - 1936年10月7日）は、日本の教育者。

## 生涯
栃木県生まれ。栃木師範学校を経て、東京高等師範学校卒業。福井、群馬、京都女子の各師範学校の教師を経て、1919年に千葉師範学校附属小学校の主事に任ぜられる。同校では教育の画一性を廃し、子どもの自発性、自主性を最大限に発揮させるという自由教育を提唱し、その名を全国に知られるようになる。1920年6月9日、授業を公開した。1921年8月、東京師範学校の講堂で開かれた八大教育主張の大会で、「自由教育論」の演題で講壇に上った。1922年1月22日、茨城県知事守谷源次郎は郡視学会議で手塚の自由教育を批判し、3月5日、県当局は水戸市での手塚を講師とする研究会を圧迫した。1924年3月、『自由教育』を創刊した。その後、1926年、千葉県大多喜中学校校長となるが、配属将校の扇動によって校長排斥運動を生徒らが起こしたことが原因となり、辞職に追い込まれる。1928年、東京で、自由ヶ丘学園を創立するが、道半ばで病没する。

## 創立した学校
公立小中学校教諭を歴任。従来の公教育にあきたらず、その自由主義的教育の理想を掲げ、幼稚園・小学校・中学校からなる自由ヶ丘学園を創設するも、手塚の死去によって学園は苦境に陥る。自由ヶ丘学園は、中学校が藤田喜作（社会学者）に、幼稚園・小学校がトモエ学園として小林宗作に引き継がれ、以後別々の発展を遂げていった。

## 著書
- 『自由教育真義』東京宝文館、1922年 のち日本図書センターより復刻
- 『國語讀本の自由研究』1925年
- 『実演学校劇』南光社、1934